# Гаврилюк Павло Валерійович
Павло́ Вале́рійович Гаврилю́к — старший лейтенант, Державна прикордонна служба України, учасник російсько-української війни.

## Життєпис
Проживає у Вінниці, батьки проживають у Могилеві-Подільському. Військовиком мріяв стати ще зі школи. Закінчив навчання, Національна академія Державної прикордонної служби України імені Богдана Хмельницького, направлений служити у Луцьк.
Вночі 31 липня 2014-го терористи з «Градів» обстріляли пункт пропуску Маринівка на кордоні з Росією. Одна з бетонних плит зруйнованих приміщень упала на прикордонників. Старший лейтенант Павло Гаврилюк 3 години лежав під плитою; знайшов свою руку, однак відчуттів тоді вже не було — подумав, що вона належить побратиму. Після обстрілу в Гаврилюка відмовили обидві нирки, у легенях накопичувалася рідина. Його доставили до Київського військового центрального шпиталю. Також зазнав важкого перелому руки й численних поранень кінцівок. Після мінімального покращення стану передбачалося перевезення на подальше лікування за кордон.
Станом на березень 2017-го — начальник відділення інженерного облаштування державного кордону інженерно-технічного відділу, Луцький прикордонний загін.

## Нагороди
- орден «За мужність» III ступеня (21.08.2014)